# Belgrade Philharmonic Orchestra
La Belgrade Philharmonic Orchestra (in serbo: Беогрlaek / Beogradska filharmonija) è un'orchestra in Serbia, regolarmente considerata come una delle più raffinate nel Paese. La sua sede principale è a Belgrado.

## Storia
A differenza di molti paesi europei e città, la Serbia e Belgrado hanno ottenuto piuttosto in ritardo una bella Orchestra. Così la Belgrade Philharmonic Orchestra è stata fondata nel 1923. Il suo fondatore, primo direttore e capo direttore fu Stevan Hristić, uno dei più importanti compositori e direttori serbi. Il concerto inaugurale della Belgrade Philharmonic Orchestra ha avuto luogo il 28 aprile 1923, sotto la direzione del maestro Hristić.
Con un costante aumento di popolarità per la buona musica in Serbia, l'orchestra e il suo programma si sono espansi in questi anni fino ad un eccezionale livello di performance musicale, raggiungendo il culmine negli anni '60. La Filarmonica di Belgrado è stata classificata 5ª dagli esperti internazionali tra le migliori orchestre europee, al tempo in cui era diretta da Živojin Zdravković.
Il crollo dell'orchestra è avvenuto nel 1990. A causa delle guerre civili in Jugoslavia è stato vietato all'Orchestra di suonare a livello internazionale per qualche tempo. Di conseguenza molti musicisti hanno lasciato l'orchestra. Senza finanziamenti, l'orchestra ha suonato molto raramente. Tuttavia, quando la situazione politica in Serbia è cambiata e il paese è stato riaccolto nella comunità internazionale, anche l'Orchestra ha ottenuto il permesso di suonare.
Dopo il 2000 l'orchestra è stata completamente riformata. La sua prima tournée ha toccato Slovenia, Austria, Italia e Svezia. Giovani musicisti, che hanno studiato fuori della Serbia, nei centri di musica specializzati, giunsero alla Filarmonica di Belgrado dando una nuova immagine dell'Orchestra, con un'età media di soli 28 anni.
Nel 2004 la sala concerti di Belgrado è stata completamente ricostruita e modernizzata per assecondare i nuovi bisogni dell'orchestra. La sala ha 201 posti a sedere. La maggior parte dei concerti, per tradizione, si svolgono nella Sala Ilija M. Kolarac Endowment, mentre la sala centrale è utilizzata per eventi speciali. La Belgrade Philharmonic Foundation è stata istituita nel 2004 per migliorare la situazione finanziaria dell'orchestra attraverso sponsorizzazioni e cooperazioni. La fondazione ha avuto successo e tutta l'orchestra rinnovato gli strumenti nel 2005.

## Presente
Attualmente la Belgrade Philharmonic Orchestra tiene diversi concerti. La sua stagione inizia generalmente nel mese di ottobre e termina a giugno. Il concerto di Capodanno è molto popolare e si svolge nella grande sala concerti Sava Centar, a Belgrado. Per il concerto di Capodanno, l'orchestra è di solito diretta da un ospite speciale.
La Belgrade Philharmonic Hall è modernamente attrezzata, situata nel centro di Belgrado, perciò qui si tengono molti concerti dell'Orchestra. Oltre a prove d'orchestra abituali, la Belgrade Philharmonic Orchestra Hall si presta a esibizioni soliste, da camera e altre esibizioni d'orchestra, così come a promozioni, presentazioni, anniversari e mostre. La sala ha un'acustica eccezionale. Il bellissimo interno della Belgrade Philharmonic Hall attrae numerose compagnie rinomate per promuovere i propri prodotti, presentare i propri servizi, nonché a tenere i propri anniversari. Tra questi vi erano l'American Economic Chamber (camera di commercio americana), e compagnie come Hoffmann-La Roche, Pharma Swiss, Common Sense, Atika Media e molte altre. La Belgrade Philharmonic Hall è stata lo scenario di molti spot pubblicitari.

## Direttori d'orchestra
L'orchestra è stata diretta da eminenti direttori d'orchestra: Lovro Matačić, Oskar Danon, Mihailo Vukdragović, Krešimir Baranović, Živojin Zdravković, Angel Šurev, Anton Kolar, Horst Ferster, Jovan Šajnović, Vasilij Sinajskij, Emil Tabakov, Uroš Lajovic, Dorian Wilson e, dal settembre 2010, Muhai Tang.

## Ospiti speciali
Un gran numero di direttori e solisti famosi hanno suonato con l'Orchestra, tra cui: Rafael Kubelík, Malcolm Sargent, sir Colin Davis, André Navarra, Karl Böhm, Leopold Stokowski, Kirill Kondrašin, Gennadij Roždestvenskij, Lorin Maazel, Aaron Copland, Zubin Mehta, Yehudi Menuhin, David Ojstrach, Isaac Stern, Henrik Schering, Leonid Kogan, Mstislav Rostropovič, Julian Lloyd Webber, Arthur Rubinstein, Svjatoslav Richter, Ėmil' Gilel's, Bruno Brun, Milenko Stefanović, Ernest Ačkun, Ante Grgin, Božidar Milošević, Radmila Bakočević, Biserka Cvejić, Miroslav Čangalović, Dušan Trbojević, Rudolf Kempf, Gidon Kremer, Ivo Pogorelić, Tatjana Olujić, Gustav Kuhn, Iván Fischer, Vladimir Krajnev, Maksim Vengerov, Julian Rachlin, Valerij Afanas'ev, Dorian Wilson, Nigel Kennedy, Sarah Chang, Zubin Mehta, Muhai Tang.